# Marca arcuata
Marca arcuata är en fjärilsart som beskrevs av George Thomas Bethune-Baker 1911. Marca arcuata ingår i släktet Marca och familjen nattflyn. Inga underarter finns listade i Catalogue of Life.